# الله‌وردی افشار
الله‌وردی افشار نقاش ایرانی و از نقاشان دربار عباس‌میرزا در تبریز بود. او برادر ابوالحسن افشار ارموی و از خاندان افشار قاسملو بود.

## خاندان
یکی از معروف‌ترین آثار خاندان افشار، عمارت چهاربرج ارومیه است. این عمارت را رضاقلی خان بیگلربیگی افشار در دوران حکومتش احداث کرد و چون بمانند قلعه‌ای در چهارگوشه دارای چهار برج بود، به این نام معروف گشت. عمارت چهاربرج، مشتمل بر چند بیرونی و اندرونی، تالارهای متعدد و حمام مخصوص بود. تالارهای ساختمان را نقاشی‌های آبرنگ یکی از معروف‌ترین نقاشان عصر زندیه، الله‌وردی نقاش تزئین می‌کرد. شاهان وقت، از جمله کریم خان زند و فتحعلی شاه قاجار در این عمارت مهمان خوانین افشار می‌شدند. فتحعلی‌شاه قاجار در چهار برج با مریم‌خانم دختر امام‌قلی‌خان بیگلربیگی ازدواج کرد و سید علی‌محمد باب در دوران محمدشفیع‌خان بیگلربیگی چندی در این عمارت اقامت گزید.
قدیمی‌ترین اشاره‌ها مربوط به نوشته علاءالدین تکش دربارهٔ حسین‌قلی‌خان بیگلربیگی است. به نوشته او: «[بیگلربیگی] مهم‌ترین مشوق هنرمندان بود. فریدون مینا از شعرا و استاد الله‌وردی نقاش مورد حمایت ایشان بودند.»